# DLA Piper
DLA Piper este o companie de avocatură din Statele Unite și Marea Britanie care operează în 65 de birouri din 25 de țări.
În anul 2007, compania a avut venituri de peste 1,5 miliarde de euro la nivel internațional.
Compania este prezentă și în România începând cu anul 2008, având un număr de 20 de avocați în anul 2009